# Ubomiri
Ubomiri est une ville située près de Owerri, capitale de l'État d'Imo, dans le sud-est du Nigeria. Ubomiri est composée de neuf villages : Egbeada, Amauburu, Umuabili, Obokpo, Umuocha, Ohuba ohum Ahama et Umuojinaka.
Les villes voisines sont Akwakuma, Ifakala, Irete, Ohi et Mbieri.
C'est un ancien royaume, aujourd'hui composé de 3 communautés autonomes : 
- la Communauté autonome d'Amawuihe, composée des villages Ahama Ohum Umuocha et Ohuba. Le roi régnant est Eze Clifford R. Amadi le Uhie Ier d'Amawuihe.
- Communauté autonome d'Ishi Ubomiri, composée des villages d'Obokpo Umuabali Amauburu et d'Umuojinaka. Le roi régnant est Eze George Eke l'Ishi Ier d'Ishi Ubomiri.
- Communauté autonome d'Egbeada, composée du village d'Egbeada. Le roi régnant est Eze Edward The Ada Ier d'Egbeada.